# Ryan Zézé
Ryan Zézé (* 29. Januar 1998 in Louviers) ist ein französischer Leichtathlet, der sich auf den Sprint spezialisiert hat. 2022 gewann er mit der französischen 4-mal-100-Meter-Staffel die Silbermedaille bei den Europameisterschaften in München. Auch sein älterer Bruder Méba-Mickaël Zézé ist als Leichtathlet aktiv.

## Sportliche Laufbahn
Erste internationale Erfahrungen sammelte Ryan Zézé im Jahr 2017, als er bei den U20-Europameisterschaften in Grosseto mit der französischen 4-mal-100-Meter-Staffel in 39,88 s den fünften Platz belegte. Im Jahr darauf gewann er bei den U23-Mittelmeer-Meisterschaften in Jesolo in 10,47 s die Bronzemedaille im 100-Meter-Lauf hinter seinem Landsmann Amaury Golitin und dem Portugiesen Frederico Curvelo. Zudem siegte er mit der Staffel in 39,72 s. 2019 gewann er bei den U23-Mittelmeer-Hallenmeisterschaften in Miramas in 6,79 s die Silbermedaille im 60-Meter-Lauf hinter seinem Landsmann Viktor Contaret. Bei den World Relays in Yokohama wurde er mit der 4-mal-200-Meter-Staffel im Vorlauf disqualifiziert und im Juli gewann er bei den U23-Europameisterschaften in Gävle in 21,05 s die Bronzemedaille im 200-Meter-Lauf hinter dem Briten Shemar Boldizsar und Kobe Vleminckx aus Belgien. Zudem sicherte er sich mit der Staffel in 39,57 s die Silbermedaille hinter dem deutschen Team. 2021 nahm er mit der Staffel an den Olympischen Sommerspielen in Tokio teil und verpasste dort mit 38,18 s den Finaleinzug.
2022 wurde er bei den Weltmeisterschaften in Eugene mit der 4-mal-100-Meter-Staffel im Finale wegen eines Wechselfehlers disqualifiziert. Anschließend schied er bei den Europameisterschaften in München mit 20,58 s im Halbfinale über 100 und 200 Meter aus und gewann mit der Staffel in 37,94 s gemeinsam mit Méba-Mickaël Zézé, Pablo Matéo und Jimmy Vicaut die Silbermedaille hinter dem Team aus dem Vereinigten Königreich. Im Jahr darauf wurde er bei der 1. Liga der Team-Europameisterschaft im Rahmen der Europaspiele in Chorzów in 20,29 s Erster und sicherte sich damit ligenübergreifend die Goldmedaille. Zudem wurde er mit der 4-mal-100-Meter-Staffel in 38,51 s Erster im B-Lauf und sicherte sich damit gemeinsam mit Dylan Rigot, Jeff Erius und Jimmy Vicaut die Bronzemedaille hinter den Teams aus Deutschland und Italien. Im August wurde er bei den Weltmeisterschaften in Budapest im Vorlauf über 200 Meter disqualifiziert und belegte mit der Staffel in 38,06 s den sechsten Platz. 2024 schied er bei den Europameisterschaften in Rom mit 20,53 s im Halbfinale über 200 Meter aus und schaffte mit der Staffel mit 38,43 s den Finaleinzug, in dem das französische Team aber nicht mehr an den Start ging. Beim Meeting de Paris wurde er in 20,46 s Dritter über 200 Meter sowie anschließend in 19,90 s beim Résisprint. Im August schied er bei den Olympischen Sommerspielen in Paris mit 20,81 s im Halbfinale über 200 Meter aus und gelangte mit der Staffel mit 37,81 s im Finale auf Rang sechs.
In den Jahren 2023 und 2024 wurde Zézé französischer Meister im 200-Meter-Lauf im Freien sowie 2022 in der Halle.

## Persönliche Bestzeiten
- 100 Meter: 10,11 s (+1,9 m/s), 14. Juli 2024 in La Chaux-de-Fonds
  - 60 Meter (Halle): 6,67 s, 27. Januar 2024 in Albuquerque
- 200 Meter: 19,90 s (+0,8 m/s), 14. Juli 2024 in La Chaux-de-Fonds
  - 200 Meter (Halle): 20,51 s, 26. Januar 2024 in Albuquerque